# Classe Lazaga
La classe Lazaga est une classe de patrouilleur de l'armada espagnole construite en Espagne, utilisé pour la surveillance du littoral.

## Description
Ils arrivent dans la marine dans les années 70. Cette classe a été retirée du service en 1993 après l'arrivée de la classe Serviola dans la marine.